# Ludwig Tuller
Ludwig Tuller (25. srpna 1867 Trofaiach – 1. prosince 1942 Štýrský Hradec) byl rakouský sociálně demokratický politik, na počátku 20. století poslanec Říšské rady, v meziválečném období poslanec rakouské Národní rady a člen rakouské Spolkové rady.

## Biografie
Vychodil národní školu. Byl aktivní v Sociálně demokratické straně Rakouska. Z politických důvodů byl třiadvacetkrát trestán. Působil jako tajemník Rakouského odborového svazu kovoprůmyslu. Byl náměstkem ředitele všeobecné dělnické nemocniční pokladny. Byl též poslancem Štýrského zemského sněmu.
Na počátku 20. století se zapojil i do celostátní politiky. Ve volbách do Říšské rady roku 1907, konaných poprvé podle všeobecného a rovného volebního práva, získal mandát v Říšské radě (celostátní zákonodárný sbor) za obvod Štýrsko 7.Profesně byl k roku 1907 uváděn jako soukromý úředník. Byl členem poslaneckého klubu Klub německých sociálních demokratů.
Po válce zasedal od 4. března 1919 do 9. listopadu 1920 jako poslanec Ústavodárného národního shromáždění Rakouska, pak od 10. listopadu 1920 do 18. května 1927 coby poslanec rakouské Národní rady a následně od 21. května 1927 do 17. února 1934 byl členem rakouské Spolkové rady.